# Державний інформаційний геологічний фонд України
Державне науково-виробниче підприємство «Державний інформаційний геологічний фонд України „Геоінформ України“» — науково-виробнича установа Міністерства екології та природних ресурсів України, яка збирає, зберігає, аналізує та надає у користування інформацію, що утворилася в процесі геологічного вивчення та використання надр.
Геоінформ володіє повною, достовірною та об'єктивною інформацією з питань геологічного вивчення території України та її геологічної будови, сучасного стану і перспектив розвитку мінерально-сировинної бази та геологічного середовища, світової кон'юнктури мінеральної сировини, правових аспектів користування надрами.
У Геоінформі зберігається понад 30000 геологічних звітів, в яких міститься повна інформація про геологічне вивчення території України та геологічні, економічні, технологічні, еколого-геологічні дані про більш як 20000 родовищ корисних копалин.
Геоінформом розроблені та експлуатуються унікальні бази даних державних кадастрів родовищ корисних копалин, балансів запасів корисних копалин України, геологічної вивченості території України, каталогу геологічних звітів, ліцензування надрокористування, гідрогеологічних та нафтогазових свердловин, нафто- і газоносних структур та сучасні комп'ютерні засоби і технології їх обробки.
Геоінформ має територіальні відділи у Республіці Крим та 17 адміністративних областях України, які проводять аналіз та узагальнення даних про стан мінеральних ресурсів відповідних територій та готують матеріали для отримання ліцензії на геологічне вивчення і освоєння родовищ корисних копалин.
Державний інформаційний геологічний фонд має можливість:
- надавати у користування геологічні звіти та супутній картографічний матеріал, зробити комп'ютерну або паперову копію зі звіту чи його частини;
- провести аналіз геологічної вивченості території;
- провести оцінку стану та структури мінерально-сировинної бази галузей народного господарства або окремих територій (геологічних регіонів, адміністративних областей, районів та ін.);
- надати інформацію з баз даних, побудувати на її основі цифрові геологічні карти;
- допомогти у підготовці й оформленні аналітичних, текстових і картографічних матеріалів для отримання ліцензій на геологічне вивчення або експлуатацію родовищ корисних копалин, надати консультації з питань надрокористування;
- підготувати огляди з кон'юнктури мінеральної сировини та стану мінеральної бази країн світу;
- надати матеріали та допомогти у розробці бізнес-плану;
- розробити та впровадити комп'ютерні системи (бази даних у середовищі СУБД ORACLE, ГІС-системи в середовищах ARCVIEW ta ARCINFO).

## Історія створення
У 1919 році при Українському геологічному комітеті, який очолював відомий український геолог, професор Київського університету В. І. Лучицький, була створена спеціалізована бібліотека, де накопичувалися звіти та інші документи про геологічні дослідження, що проводилися на території України починаючи з 1895 року. Бібліотека поповнювалася матеріалами з архівів гірничих управлінь (департаментів), геологічних музеїв, приватних фірм і власних збережень геологів комітету. У 1929 році Український геологічний комітет було реорганізовано в Українське геологічне управління, а бібліотеку — в Геологічний фонд. Від 1937 року після заснування при Головному геологічному управлінні Наркомважпрому СРСР Всесоюзного геологічного фонду (ВГФ), республіканські фонди, у т. ч. і український, стали його відділеннями.
У 1938—1939 роках підготовлені та видані перші інструкції про фондову роботу, згідно з якими в обов'язок фондів входило і зараз входить: збір, організація обліку, зберігання, систематизація, аналіз геологічних матеріалів з дослідження надр для підготовки інформації про стан та перспективи розвитку мінерально-сировинної бази держави та її геологічного вивчення, реєстрація геологорозвідувальних і науково-дослідних робіт.
В Українському відділенні геологічного фонду, станом на 1 січня 1940 року, зберігалося 11196 звітних документів. З початком німецько-радянської війни робота фонду була перервана, і восени 1941 року основні звіти й картографічні матеріали перевезені послідовно до Барвінкового та Старобільська на Донбасі, а в кінці року — евакуйовані в м. Актюбінськ (Казахстан).
У 1944 році після звільнення України від німецьких окупантів фонд повернувся до м. Києва. За роки війни кількість звітних геологічних матеріалів скоротилася вдвічі: значна частина матеріалів загинула при евакуації внаслідок бомбардування, а інші матеріали, що не були евакуйовані і залишилися у м. Києві, були знищені окупантами. Станом на 1 січня 1946 року, в геологічному фонді знаходилося на зберіганні всього 5039 геологічних документів.
У 1952 році Українське відділення ВГФ перетворено в Український територіальний геологічний фонд (УТГФ) при Українському геологічному управлінні, а з 1958 року у зв'язку зі зростанням обсягів геологічних робіт та звітних матеріалів УТГФ отримав статус самостійної госпрозрахункової одиниці при Головгеології УРСР, а потім Міністерства по геології і використанню надр УРСР.
У 1991 році після отримання Україною незалежності Український територіальний геологічний фонд перетворено в Державний геологічний фонд України, у 1992 році — в Державний інформаційний геологічний фонд України (ГЕОІНФОРМ). У 1996 році відповідно до закону України «Про національний архівний фонд і архівні установи» постановою Кабміну України (№ 1366 від 8 листопада 1996 року) Державному інформаційному геологічному фонду надано статус Державного галузевого архіву.